# Melk (distrito)
Melk é um distrito da Áustria no estado da Baixa Áustria.

## Geografia
O distrito ocupa uma área de 1 014,28 km².

## População
Possui população de 76 498 habitantes (1/1/2010).

## Política
O governador do distrito (Bezirkshauptmann) se chama Dr. Elfriede Mayrhofer (ÖVP).

## Municípios
|  |

Melk é dividido em 40 municípios. Lista dos municípios e respectivos bairros, vilas e outras subdivisões:
- Artstetten-Pöbring
  - Aichau, Artstetten, Dölla, Fritzelsdorf, Hart, Hasling, Lohsdorf, Nussendorf, Oberndorf, Payerstetten, Pleißing, Pöbring, Schwarzau, Trennegg, Unterbierbaum
- Bergland
  - Bergland, Gumprechtsberg, Holzing, Landfriedstetten, Plaika, Ratzenberg, Ratzenberg, Wohlfahrtsbrunn
- Bischofstetten
  - Bischofstetten, Buchgraben, Christenberg, Dörfl, Großa, Grünwies, Haag, Haberg, Hanau, Hintergrub, Mitterschildbach, Neubing, Niederbauern, Oberschildbach, Oberweg, Rametzhofen, Sierning, Strohdorf, Tonach, Unterschildbach, Unterweg, Winkelsdorf, Zauching
- Blindenmarkt
  - Atzelsdorf, Blindenmarkt, Kottingburgstall, Weitgraben
- Dorfstetten
  - Forstamt, Wimbergeramt
- Dunkelsteinerwald
  - Aichberg, Besenbuch, Bichl, Bittersbach, Dürnbach, Eckartsberg, Gansbach, Gerolding, Häusling, Heitzing, Hessendorf, Himberg, Hohenwarth, Kicking, Kochholz, Krapfenberg, Lanzing, Lerchfeld, Lottersberg, Maierhöfen, Mauer bei Melk, Neu-Gerolding, Neuhofen, Nölling, Nonnenhöfen, Oed, Ohnreith, Pfaffing bei Mauer, Pinnenhöfen, Schwaigbichl, Thal, Umbach, Ursprung
- Emmersdorf an der Donau
  - Emmersdorf an der Donau, Fahnsdorf, Goßam, Grimsing, Hain, Hofamt, Luberegg, Mödelsdorf, Pömling, Rantenberg, Reith, Schallemmersdorf, St. Georgen
- Erlauf
  - Erlauf, Harlanden, Knocking, Maierhofen, Niederndorf, Ofling, Steinwand, Wolfring
- Golling an der Erlauf
  - Golling, Hinterleiten, Neuda, Sittenberg
- Hofamt Priel
  - Hofamt Priel, Rottenberg, Rottenhof, Weins, Ysperdorf
- Hürm
  - Arnersdorf, Atzing, Diendorf, Grub, Hainberg, Harmersdorf, Hösing, Hürm, Inning, Kronaberg, Löbersdorf, Maxenbach, Mitterradl, Murschratten, Neustift bei Sooß, Oberhaag, Oberradl, Ober-Siegendorf, Ober-Thurnhofen, Pöttendorf, Scharagraben, Schlatzendorf, Seeben, Sooß, Unterhaag, Unter-Siegendorf, Unter-Thurnhofen
- Íbosa do Danúbio
  - Donaudorf, Göttsbach, Íbosa do Danúbio, Sarling, Sarling, Säusenstein
- Kilb
  - Braunöd, Bühren, Dörfl, Dornhof, Feld, Fleischessen, Fohra, Fohrafeld, Freyen, Gartling, Glosbach, Graben, Graben bei Haag, Grub bei Kilb, Guglberg, Hauersdorf, Haxenöd, Heinrichsberg, Hohenbrand, Hummelbach, Kettenreith, Kilb, Kohlenberg, Laach, Maierhöfen, Mallau, Niederhofen, Oberneuberg, Panschach, Petersberg, Rametzberg, Ranzenbach, Ruttersdorf, Schlögelsbach, Schützen, Taubenwang, Teufelsdorf, Umbach, Unterneuberg, Unterschmidbach, Volkersdorf, Waasen bei Kilb, Wiesenöd, Wötzling
- Kirnberg an der Mank
  - Artlehen, Außerreith, Furth, Innerreith, Kimming, Kirnberg an der Mank, Kroisbach, Maierhöfen, Obergraben, Oed an der Mank, Pöllaberg, Ranitzhof, Sattlehen, Strohhof, Untergraben, Wolfsbach, Wolfsbach, Wolfsmath
- Klein-Pöchlarn
- Krummnußbaum
  - Annastift, Diedersdorf, Holzern, Krummnußbaum, Neustift, Wallenbach
- Leiben
  - Ebersdorf, Kaumberg, Lehen, Leiben, Losau, Mampasberg, Urfahr, Weinzierl, Weitenegg
- Loosdorf
  - Albrechtsberg an der Pielach, Loosdorf, Neubach, Rohr, Sitzenthal
- Mank
  - Aichen, Altenhofen, Anzenbach, Bodendorf, Busendorf, Dorna, Fohra, Fritzberg, Gries, Großaigen, Hagberg, Hörgstberg, Hörsdorf, Kälberhart, Kleinaigen, Kleinzell, Lehen, Loipersdorf, Loitsbach, Loitsdorf, Mank, Massendorf, Münichhofen, Nacht, Oberschmidbach, Pichlreit, Pölla, Poppendorf, Ritzenberg, Rührsdorf, Simonsberg, St. Frein, St. Haus, Strannersdorf, Wies, Wolkersdorf
- Marbach an der Donau
  - Auratsberg, Friesenegg, Granz, Kracking, Krummnußbaum an der Donauuferbahn, Marbach an der Donau, Schaufel
- Maria Taferl
  - Maria Taferl, Obererla, Oberthalheim, Reitern, Untererla, Unterthalheim, Wimm
- Melk
  - Großpriel, Kollapriel, Melque, Pielach, Pielachberg, Pöverding, Rosenfeld, Schrattenbruck, Spielberg, Winden
- Münichreith-Laimbach
  - Edelsreith, Eggathon, Gmaining, (Kehrbach)[www.kehrbach.at], Kollnitz, Laimbach am Ostrong, Mayerhofen, Münichreith, Pargatstetten, Rappoltenreith
- Neumarkt an der Ybbs
  - Kemmelbach, Neumarkt an der Ybbs
- Nöchling
  - Artneramt, Baumgartenberg, Freigericht, Gulling, Mitterndorf, Niederndorf, Niederndorf, Nöchling
- Persenbeug-Gottsdorf
  - Gottsdorf, Hagsdorf, Loja, Metzling, Persenbeug
- Petzenkirchen
- Pöchlarn
  - Am Rechen, Brunn an der Erlauf, Ornding, Pöchlarn, Rampersdorf, Röhrapoint, Wörth
- Pöggstall
  - Annagschmais, Arndorf, Aschelberg, Bergern, Brennhof, Bruck am Ostrong, Dietsam, Gerersdorf, Gottsberg, Grub bei Aschelberg, Grub bei Neukirchen am Ostrong, Haag, Krempersbach, Krumling, Laas, Landstetten, Loibersdorf, Muckendorf, Mürfelndorf, Neukirchen am Ostrong, Oberbierbaum, Oberdörfl, Oberhohenau, Oed, Pöggstall, Pömmerstall, Prinzelndorf, Sading, Straßreith, Unterhohenau, Wachtberg, Weinling, Weißpyhra, Würnsdorf, Würnsdorf, Zöbring
- Raxendorf
  - Afterbach, Braunegg, Eibetsberg, Feistritz, Klebing, Laufenegg, Lehsdorf, Mannersdorf, Moos, Neudorf, Neusiedl am Feldstein, Neusiedl bei Pfaffenhof, Ottenberg, Ottenberg, Pfaffenhof, Pölla, Raxendorf, Robans, Steinbach, Troibetsberg, Walkersdorf, Zehentegg, Zeining, Zogelsdorf
- Ruprechtshofen
  - Baulanden, Brunnwiesen, Etzen, Fittenberg, Fohregg, Geretzbach, Graben, Grabenegg, Grub, Hofstetten, Hofstetten, Hohentann, Hub, Kagelsberg, Kalcha, Koth, Kronberg, Kühberg, Lasserthal, Lehen, Naspern, Ockert, Oed, Rainberg, Reisenhof, Riegers, Rottenhof, Ruprechtshofen, Schlatten, Simhof, Sinhof, Weghof, Wies, Zinsenhof, Zwerbach
- Schollach
  - Anzendorf, Groß-Schollach, Klein-Schollach, Merkendorf, Roggendorf, Schallaburg, Steinparz
- Schönbühel-Aggsbach
  - Aggsbach-Dorf, Aggstein, Berging, Gschwendt, Hub, Schönbühel an der Donau, Siedelgraben, Wolfstein
- Sankt Leonhard am Forst
  - Aichbach, Altenhofen, Apfaltersbach, Au, Brandstatt bei Au, Brandstatt bei Oed, Dangelsbach, Diesendorf, Eisguggen, Eselsteiggraben, Fachelberg, Gassen, Geigenberg, Grillenreith, Grimmegg, Großweichselbach, Grub bei Harbach, Haindorf, Harbach, Haslach, Hochstraß, Hohenreith, Hörgerstall, Hub an der Mank, Kerndl, Kleinweichselbach, Kühberg, Lachau, Lehenleiten, Lunzen, Neusiedl, Oed bei Haslach, Pöllendorf, Pühra, Reith bei Vornholz, Reith bei Weichselbach, Rinn, Ritzenberg, Ritzengrub, Sandeben, Schönbuch, Schweining, Seimetzbach, St. Leonhard am Forst, Steghof, Steinbach, Straß, Thal, Urbach, Vornholz, Wegscheid, Ziegelstadl
- São Martinho-Karlsbach
  - Ennsbach, Hengstberg, Karlsbach, Neuhaus, St. Martin am Ybbsfelde
- Sankt Oswald
  - Fünflingeramt, Loseneggeramt, St. Oswald, Stiegeramt, Urthaleramt
- Texingtal
  - Altendorf, Bach, Fischbach, Großmaierhof, Haberleiten, Hinterberg, Hinterholz, Hinterleiten, Kleinmaierhof, Mühlgraben, Panholz, Plankenstein, Reinöd, Rosenbichl, Schwaighof, Sonnleithen, St. Gotthard, Steingrub, Straß bei Texing, Texing, Walzberg, Weißenbach
- Weiten
  - Eibetsberg, Eitenthal, Filsendorf, Jasenegg, Mollenburg, Mollendorf, Mörenz, Nasting, Rafles, Seiterndorf, Streitwiesen, Tottendorf, Weiten, Weiterndorf
- Yspertal
  - Haslau, Kapelleramt, Nächst Altenmarkt, Wimberg, Yspertal
- Zelking-Matzleinsdorf
  - Anzenberg, Anzenberg, Arb, Bergern, Einsiedl, Freiningau, Gassen, Hofstetten, Maierhöfen, Mannersdorf, Matzleinsdorf, Zelking